# Амилия (судно, 1632)
«Амилия» (нидерл. Aemilia) — трёхмачтовый голландский галеон, состоявший на службе Республики Соединенных провинций. Был построен в 1632 году. В 1639 году «Амилия» выступала в качестве флагманского корабля для адмирала Корнелиса Тромпа. Продан французам в 1647 году.

## История
Трёхмачтовый галеон «Амилия» был построен в 1632 году на судоверфи Роттердама — Jan Salomonszoon van den Temple. На момент завершения постройки это был крупнейший корабль в голландском флоте. Первоначальное вооружение составляло 45 бронзовых пушек, но в 1639 году это количество было увеличено до 57. На корме располагался геральдический символ — лев. Заказчиком постройки галеона «Амилия» выступило Адмиралтейство Роттердама.

## Командующие
Документально известно о трёх командующих галеоном «Амилия», от 1635 до 1643 года:
- 1635 год — вице-адмирал Витте Корнелисзон де Витт;
- 1636 год — адмирал-лейтенант Филипс ван Дорп (нидерл. Philips van Dorp)[1];
- ноябрь 1637 по 1643 год — адмирал-лейтенант Мартен Харпертсзон Тромп[2].

## Служба
18 февраля 1639 года  галеон «Амилия» под командованием адмирал-лейтенанта Мартена Харпертсзона Тромпа и флаг-капитана Барент Барентсзона Крамера (нидерл. Barent Barentszoon Cramer) принял участие в стражении при Дюнкерке, выполняя задачу по блокированию порта Дюнкерк. После этого в районе около Гравлинеа испанский и голландский флот вышли на расстояние пушечного выстрела. По прошествии четырех часов боя флагманский галеон «Амилия» был поврежден двумя пожарами и значительным повреждением обшивки корпуса. В сентябре 1639 года, 12 кораблей голландского флота во главе с флагманским галеоном «Амилия» под командованием адмирал-лейтенанта Мартена Харпертсзона Тромпа отправились к Бичи-Хед, близ Истборна. 21 марта 1643 года  галеон «Амилия» в составе голландского флота отправился к порту Дюнкерк.
За пятнадцать лет службы в составе голландского флота галеон «Амилия» принял участие во многих сражениях и был сильно поврежден штормами. В 1647 году Генеральные Штаты Республики Соединённых провинций после рекомендаций кораблестроителей приняли решение о продаже корабля. Галеон был продан и вошел в состав французского флота. Также были даны рекомендации для строительства нового корабля по проекту и дизайну «Амилии» 1632 года постройки.